# Radicaal 11
Van de in totaal 214 Kangxi-radicalen heeft radicaal 11 de betekenis binnenkomen en meedoen. Het is een van de drieëntwintig radicalen die bestaan uit twee strepen.
In het Kangxi-woordenboek zijn er 28 karakters die dit radicaal gebruiken.

## Karakters met het radicaal 11
| Strepen | Karakter |
| ------- | -------- |
| + 0     | 入       |
| + 1     | 兦       |
| + 2     | 內       |
| + 3     | 㒰 㒱    |
| + 4     | 㒲 全    |
| + 5     | 㒳 㒴    |
| + 6     | 兩       |
| + 7     | 兪       |

Orakelbotkarakter
Bronskarakter
Groot zegelkarakter
Klein zegelkarakter